# 第二次ピーターズバーグの戦い
第二次ピーターズバーグの戦い（英: Second Battle of Petersburg、またはピーターズバーグへの攻撃、（英: Assault on Petersburg）は、南北戦争のリッチモンド・ピーターズバーグ方面作戦（一般にはピーターズバーグ包囲戦とも呼ばれる）の開始時点、1864年6月15日から18日に、南軍ロバート・E・リー将軍の北バージニア軍がピーターズバーグを補強できる前に、北軍のユリシーズ・グラント中将がピーターズバーグ市を奪おうとした戦闘である。
P・G・T・ボーリガード将軍の指揮する実質的に勢力の劣る南軍に対して北軍は4日間にわたって猛攻を繰り返したが、ボーリガードの強力な防衛陣地と、北軍の将軍達の協調が取れていなかった攻撃のために、勢力の格差を帳消しにしてしまうことになった（特に北軍のウィリアム・F・"ボールディ"・スミス少将は6月15日のまたとない機会を見過ごしてしまった）。6月18日までに、リー軍の少なからぬ援軍が到着し、それ以上の攻撃を実行できなくした。この戦闘で北軍が南軍を敗れなかったために10ヶ月におよぶピーターズバーグ包囲戦が始まることになった。

## 背景
第一次ピーターズバーグの戦いが1864年6月9日に起こっており、このときは北軍のベンジャミン・フランクリン・バトラー少将がバミューダ・ハンドレッドにいたジェームズ軍から4,500名の部隊を派遣して、ピーターズバーグを守る外郭の土塁であるディモック線を攻撃した。南軍はボーリガード将軍の全体指揮の下に僅か2,500名しか居らず、しかもその多くは10代の少年か老人だった。北軍のクィンシー・A・ギルモア少将やオーガスト・コーツ准将の臆病な指揮のために、攻撃は失敗し、守りが浅かったピーターズバーグを占領する機会を取り逃がした。バトラーの部隊はバミューダ・ハンドレッドの陣地に後退した。
グラント中将のオーバーランド方面作戦中にあったコールドハーバーの戦い後、北軍はリー軍の鉾先を逸らしてジェームズ川を渡り始めた。オーバーランド方面作戦の目的はリーの北バージニア軍を決定的な戦闘で破ることにあったが、グラントは南軍の首都リッチモンドへの供給線を支配している重要な鉄道の結節点であるピーターズバーグにその標的を変えた。もしピーターズバーグが落ちれば、リーはリッチモンドを守れなくなり、グラントに会戦を挑むしかなくなると、グラントは理解した。さらに6月9日に失敗に終わった攻撃から、ピーターズバーグの守りが如何に弱いかも分かった。リーがグラントの目標を悟ってピーターズバーグを補強する前に成功するにはスピードが第一だった。実際にリーは6月18日までグラント軍の動きをしっかりと掴んではおらず、その時までグラントがリッチモンドを標的にしていると思っていた。しかし、ボーリガードは6月9日以降、ピーターズバーグの危険性を声高く警告していた。
不可解にもグラントはバミューダ・ハンドレッド方面作戦での働きがお粗末だったバトラーのジェームズ軍を選び、ピーターズバーグに向かう遠征軍を指揮させた。6月14日、グラントはバトラーに指示して、ボールディ・スミスの指揮する第18軍団にカウツの騎兵師団を加えて総勢16,000名とし、6月9日の失敗した攻撃と同じ経路を使わせた。ポトマック軍のウィンフィールド・スコット・ハンコック少将が指揮する第2軍団がスミス軍団の後を追うこととした。グラントは戦後の回想録で、「私は当時、ピーターズバーグが容易に占領できるものと思っていたし、そして今でもそう思っている。」と記した。
南軍にとっての1つの利点はディモック線の強さだった。これは手強い大砲陣地であり、土塁と塹壕で繋いで10マイル (16 km) 以上にわたってピーターズバーグを取り囲み、東西の両端はアポマトックス川に接していた。ボーリガードは全線にわたって防衛できるだけの兵力を持っていなかったので、アポマトックス川沿いの第1号堡塁と第23号堡塁の間にある北東部にヘンリー・A・ワイズ准将指揮下の2,200名を集中させ、ノーフォーク・アンド・ピーターズバーグ鉄道から南東を守らせた。こうして集中させたとしても、歩兵同士の間は10フィート (3 m) 以上開いてしまっていた。残る3,200名の部隊はバミューダ・ハンドレッドでバトラー軍と向かい合っていた。

## 戦闘

### 6月15日

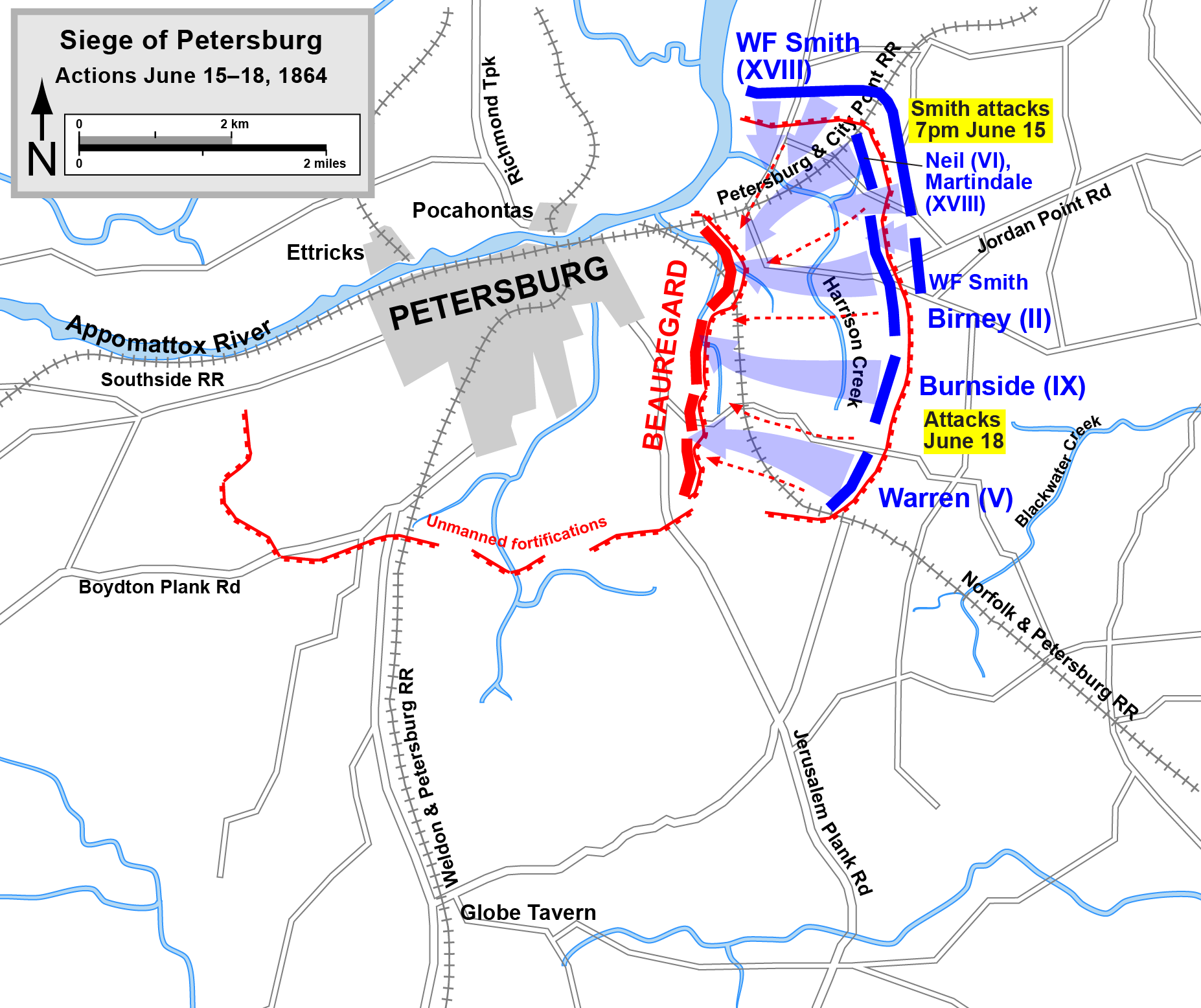
ピーターズバーグ包囲戦、1864年6月15日-18日の攻撃
南軍
北軍

ボールディ・スミスとその部隊は6月15日の夜明け直後にアポマトックス川を渡った。その部隊はウィリアム・T・H・ブルックス、ジョン・H・マーティンデイルおよびエドワード・W・ヒンクス各准将の指揮する3個歩兵師団とオーガスト・コーツ准将の騎兵師団で構成されていた。これらの師団を運んだ輸送船が対岸の上陸点にほとんど手当たり次第に上陸させたために、スミスの作戦を混乱させ、再編成するために時間を浪費させた。コーツの騎兵師団は歩兵師団の先払いを命じられ、ブルックスとマーティンデイルの師団はシティポイント鉄道を下り、ヒンクスの有色人種師団はジョーダンポイント道路を前進することとされた。
上陸後も進行の遅れが続いた。騎兵師団はピーターズバーグの北東にあるベイラー農園で予想しない抵抗に遭った。ヒンクス師団は南軍に2度攻撃を仕掛けて大砲を1門捕獲したが、全体的な遅れは午後早い時間まで続いた。スミスは偵察を行わせ、敵陣地の強度について神経質であったにも拘わらず、強力な散兵線で防御的工作を行わせる作戦を立てた。砲兵隊指揮官が大砲を引く馬に同時に水を飲ませたためにさらに遅れ、午後7時まで大砲を持ってくることができなかった。
スミスが遅れるなか、コーツは正午頃に南軍全線の右手第20番堡塁に近い鉄道に到着した。ジェイムズ・デアリング准将の指揮する約600名の南軍がコーツ隊を砲撃し、北軍の騎兵は前線から500ヤード (450 m) 以内に近付けなかった。コーツは、6月9日の戦闘と同じやり方で、スミスがその右手で攻撃している兆候を聞こうとしたが、何も聞こえず諦めて後退した。
スミスがやっとその攻撃を始めると、散兵が3.5マイル (5.6 km) 前線にあった土塁を掃討し、第3号と第5号から第11号までの砲台を捕獲し、南軍をハリソンズ・クリークにある弱い防衛戦まで後退させた。この初期の成功と実質的に防御されていない町が直ぐ目の前にあるという見込にも拘わらず、スミスは夜明けまで攻撃再開を待つことにした。この時までにハンコックがスミスの作戦本部に到着していた。いつもなら血気にはやり好戦的なハンコックであり、スミスよりは上官だったが、スミスの命令や部隊の配置についてはっきりと分かっておらず、柄にもなくスミスの待機するという判断を認めた。6月15日のスミスの臆病な行動は、彼が戦闘指揮する最後の機会になってしまった。バトラーは間接的にスミスの「遅延」を非難し、その論争はグラントのところまで届いた。グラントは当初ジェームズ軍指揮官としてバトラーをスミスに置き換える腹だったが、結局バトラーを残し、スミスにはニューヨークに行って次の命令を待つように伝え、その命令は発せられることは無かった。
ボーリガードは後に、「あの時の」ピーターズバーグは「明らかに占領するしか無かったはずの北軍指揮官のなすがままになったはずだった」と記した。しかし彼は与えられた時間を大きな利点に使った。ボーリガードが行った緊急要請に対してリッチモンドからは何も指示が無いままに、バミューダ・ハンドレッドでバトラーの軍隊を雪隠詰めにしていたハウレット戦線から自軍の防衛隊を外し、ロバート・ホークとブッシュロッド・ジョンソン各少将の師団をピーターズバーグの新しい防御前線で使えるようにする決断を独自で行った。バトラーはこの機会を利用して自軍をピーターズバーグとリッチモンドの間に動かすことができ、それが首都リッチモンドの運命を決するかも知れなかったのだが、バトラーはまたしても行動に出られなかった。

### 6月16日
6月16日朝までにボーリガードはその防衛線に約14,000名を集結させたが、対面している敵の50,000名に比べればこれでも色褪せて見えた。グラントがアンブローズ・バーンサイドの第9軍団と共に到着し、ハンコックの命令の混乱振りを見極め、敵の防御線の弱点を探す偵察を命じた。ハンコックはジョージ・ミード少将が到着するまでポトマック軍の一時的指揮を執り、スミスの第18軍団を右翼に、自分の第2軍団を中央に、バーンサイドの第9軍団を左翼に置いた。
ハンコックの攻撃は午後5時半に始まり、3個軍団全てが緩りと前進した。ボーリガードの部隊は激しく戦い、突破されるようなことがあれば、後方に新しい胸壁を造った。ミード少将が到着したとき、2回目の攻撃が命じられ、フランシス・バーロー准将の師団が第13号から第15号堡塁を攻撃した。南軍砲兵隊の砲火で北軍に大きな損害を出させ、アイルランド旅団長のパトリック・ケリー大佐が戦死した。バーローの部隊は何とかその標的を占領したが、反撃にあって後退させられ、多くの兵士が捕虜になった。生き残った者は敵の工作物近くに塹壕を掘って潜り込んだ。

### 6月17日
6月17日は北軍の攻撃に協調性が無かった日であり、まず左翼でバーンサイドの第9軍団に属するロバート・B・ポッター准将の2個旅団が密かに南軍前線に接近し、夜明けに急襲を掛けた。これが最初はうまくいって、南軍の1マイル近い工作物を確保し、兵士約600名を捕虜に取ったが、ポッター隊が次の塹壕線を探して前進した時に最終的には失敗になった。背後の谷に転がされていた丸太のためにポッター隊の機動性が制限され、南軍の大砲が彼等を縦射で捉えることができた。
午後2時、第9軍団はジョン・ハートランフト准将の旅団が先導して二次攻撃を仕掛けた。彼等は南軍の前線にたいして直角に進んでいたが、そのために縦射に対しては脆弱になっていた。夜に入って、ジェイムズ・H・レドリー准将の師団も攻撃に失敗したが、その間レドリーは酔っぱらっているように見えた（1ヶ月後のクレーターの戦いで繰り返されることになる悪評高い行動パターンだった）。
その日、ボーリガードの工兵隊が、ディモック線から1マイル西に新しい防衛陣地を構築した。それはテイラーズブランチと呼ばれるクリークに沿ってアポマトックス川まで続いていた。この日遅く、南軍は新しい防衛陣地まで後退した。ボーリガードはロバート・E・リーからの支援や関心が得られないことへの憤懣を表明し、終戦後何年も経ってから、「私がグラントの全軍と戦っているという事実を（南軍の）傑出した指揮官に分からせることができなかった」と記した。リーはボーリガードの嘆願全てを機械的に無視しており、自分の息子であるW・H・F・"ルーニー"・リー少将が、グラント軍が川を渡ったことを証明したときになって初めて、ピーターズバーグの危機的状況を理解した。その部隊はオーバーランド方面作戦で疲弊してはいたが、6月18日の午前3時から、直ぐに2個師団をピーターズバーグに派遣した。

### 6月18日
ジョセフ・B・カーショーとチャールズ・W・フィールド各少将の指揮でリーが送った2個師団が到着したことで、ボーリガード群は2万名以上でピーターズバーグ市を守ることになったが、グラント軍はガバヌーア・ウォーレン少将の第5軍団が到着して、総軍は67,000名となっていた。北軍左翼の第2および第9軍団によって、夜明けに北軍の最初の攻撃が始まった。ハンコックはゲティスバーグの戦いで負った傷の痛みがぶり返し始め、第2軍団の指揮をデイビッド・B・バーニー少将に渡した。その第2軍団はボーリガードが夜の間に前線を下げていたことに気付いておらず、南軍に向かって急速に進行して驚かされた。彼等が2番目の前線に遭遇したとき、攻撃はたちまち停止し、その後何時間も南軍の激しい砲撃に曝されることになった。
正午までに、攻撃に加わるには長い距離を進まねばならなかった第9軍団と第5軍団が第2軍団に並ぶ所まできた。第9軍団のオーランド・B・ウィルコックス少将の師団が新たな攻撃を仕掛けたが、テイラーズブランチが横切る湿地と開けた地形で大きな損失を蒙った。ウィルコックス師団はわずか1,000名で抵抗していることが明らかになった。ウォーレンの第5軍団は、ライブの突出部（第27砲台とも呼ばれ、ディモック線がジェルサレム木道、現在のアメリカ国道301号線と交わる所にあった）からの殺人的な砲火に遭って停止させられ、このときに第20メイン連隊のジョシュア・チェンバレン大佐が重傷を負った（その傷は致命傷と考えられ、チェンバレンは准将への戦場での昇進を要請して認められた）。午後6時半、ミードが最後の攻撃を命じたが、この時も甚大な損失を出しただけで失敗した。先導連隊の1つが第1メイン重砲兵連隊であり、その900名の部隊はオーバーランド方面作戦の開始時点で歩兵隊となるべく事実上守備隊任務に転換させられていた。この連隊は攻撃時に632名を失い、戦争全体でも単一の戦闘で最大の損失率を出した連隊となった。

## 戦いの後
ミードは4日間にわたる攻撃で何も得ることが無かったので、自軍には塹壕掘りを命じた。北軍の損失は11,386名 (戦死1,688名、負傷8,513名、不明または捕虜1,185名）となり、南軍は4,000名（戦死200名、負傷2,900名、不明または捕虜900名）だった。グラントが簡単にピーターズバーグを占領する機会が失われたが、6月18日正午にピーターズバーグ周辺に到着したリーは、北軍が市周辺に包囲線を築くことを妨げられなかった。この包囲戦は1865年4月まで続くことになった。